# Baltasar Hidalgo de Quintana
Baltasar Hidalgo de Quintana y Trigueros  (Marchena, 21 de septiembre de 1833-Madrid, 4 de febrero de 1903) fue un militar español, nombrado capitán general de las Provincias Vascongadas, aunque su nombramiento fue opuesto por la artillería, debido a su atribuida responsabilidad de la insurrección de los artilleros del cuartel de San Gil en 1866. Este conflicto fue una de las causas determinantes de la dimisión del rey Amadeo I de Saboya.

## Inicios
Nació en Marchena (Sevilla) el 21 de septiembre de 1833. Su padre fue el capitán de Caballería D. Agustín Hidalgo de Quintana y Moreno y su madre Doña Josefa Trigueros de Rivera. Realizó estudios académicos en el colegio de San Felipe de Neri (Cádiz)  e ingresó el 17 de marzo de 1848 como cadete en el Colegio de Artillería. En 1859 formó parte del ejército de África y obtuvo la Cruz de San Fernando de 1.ª clase, alcanzando el grado de capitán de Artillería el 7 de agosto de 1861. En enero de 1866 pasa a la Plana Mayor del distrito de Castilla la Nueva hasta el 15 de febrero, de donde pasa al 6.º regimiento de Artillería a pie hasta el 22 de junio.

## Sublevación del cuartel de San Gil de Madrid el 22 de junio de 1866
Los progresistas Joaquín Aguirre y Manuel Becerra acuden a reunirse en París con el general Prim, que dirige los preparativos revolucionarios y lo quiere todo dispuesto para mayo. Aguirre ofrece los servicios de su pariente Baltasar Hidalgo de Quintana, que se presenta a la junta de 3 de enero de 1866. El 22 de junio el capitán de artillería Hidalgo secunda a Blas Pierrad en la dirección de los sublevados del cuartel prometiendo ascensos y licencias absolutas. Resultan muertos dentro del cuartel los siguientes jefes y oficiales: el coronel Federico Puig Romero, los comandantes Joaquín Valcárcel y Velasco y Joaquín Cadaval y Calderón; el capitán Ricardo Torreblanca y Rodríguez y el teniente Juan Martorell y Fivaller. Y fuera del cuartel: el coronel José Balanzat y Baranda, el comandante Emilio Escario y Fernández de Navarrete y el capitán José Fontes y Fernández de Córdova.

## Carta de justificación
Tras el fracaso del 22 de junio de 1866, Hidalgo logra escapar y emigra al igual que otros conspiradores. El 28 de octubre de 1867 Hidalgo firma una carta que pone a circular en París y está dirigida a sus antiguos compañeros de artillería, que no le perdonan a Hidalgo lo que consideran traición a sus compañeros en el cuartel de San Gil el 22 de junio de 1866. Hidalgo intenta responder con su carta a las exposiciones dirigidas a la reina Isabel II por el cuerpo de artillería, especialmente la de los artilleros de Valencia publicada en La Gaceta el 12 de octubre. De los oficiales de artillería que perdieron la vida en el cuartel de San Gil, Hidalgo cita en sus cartas las muertes del capitán Torreblanca, comandante Cadaval, comandante Valcárcel y coronel Puig. Omite sin embargo la del teniente Martorell, a quien ese día le correspondía estar de guardia en el cuarto de banderas.
Poco después de circulada la carta de Hidalgo, el conspirador Eugenio García Ruiz, emigrado en París también, publica La revolución en España. Por este motivo Hidalgo le dirige una carta personal a García Ruiz  quejándose por describir los hechos de modo inexacto. El único oficial que cita Hidalgo en su queja a García Ruiz es el coronel Puig, en el cual ha hecho énfasis en su versión García Ruiz ensalzándole y acoplando las circunstancias de su asesinato a la versión oficialmente divulgada, en otro escenario y circunstancias que difieren bastante a lo descrito por Hidalgo en su carta de justificación.

## Regreso a España tras la revolución de 1868
En el nuevo sistema surgido tras La Gloriosa, Hidalgo es ascendido a coronel y nombrado ayudante de campo del general Prim, ministro de la guerra, que sin embargo no le reconoce para su nombramiento de coronel la antigüedad de los sucesos del 22 de junio de 1866, como pretende, sino de la revolución de 1868. En febrero de 1869 Hidalgo marcha hacia Cuba y es ascendido a brigadier por méritos de guerra, obteniendo la Gran Cruz del Mérito Militar en 1870. Regresa a la península en septiembre. El 22 de diciembre es destinado a mandar la Brigada Volante del Ejército de Castilla la Nueva. En febrero de 1872 es nombrado comandante general de Guipúzcoa y gobernador militar de San Sebastián. Cesa en este cargo el 13 de mayo y pasa a Madrid al ser nombrado jefe de la 1.ª brigada de la 2.ª división del ejército, cambiando nuevamente el 25 de junio que es destinado en comisión al ejército de Cataluña, hasta que es herido en la acción de Vidrá y regresa a Madrid el 23 de agosto en su destino anterior. Es promovido a mariscal de campo por sus acciones contra los carlistas y a petición propia el 7 de octubre pasa a la corte en situación de cuartel.

## Conflicto artillero de 1872
Durante el reinado de Amadeo I, Manuel Ruiz Zorrilla ocupa la presidencia del gobierno en junio y nombra ministro de guerra al general Fernando Fernández de Córdova, que el 8 de noviembre otorga a Hidalgo el nombramiento de capitán general de las Provincias Vascongadas y Navarra. Este cargo le confiere autoridad sobre los artilleros, que desde los sucesos del 22 de junio de 1866 no habían tenido relación de mandos con él. En prensa del 16 de noviembre de 1872 se publica que el consejo de ministros reunido el día anterior acordó dejar en su puesto a Baltasar Hidalgo de Quintana, lo que implica la inmediata reacción de peticiones de retiro y reemplazo de los jefes y oficiales de artillería, así como la dimisión del director general del arma. El mismo 16 de noviembre se publica en El Correo Militar un documento firmado por el cuerpo de artillería al completo recogido en la prensa del 18 de noviembre de 1872 que culpa a Hidalgo de la matanza en el cuartel de San Gil el 22 de junio de 1866. Se publica en prensa el mismo día la carta de justificación de 1867 firmada por Hidalgo. Hidalgo dimite de su cargo el 28 de diciembre y el 24 de enero de 1873 es nombrado capitán general de Cataluña. El 7 de febrero ya han solicitado licencia absoluta o retiro casi la totalidad de los oficiales. Se busca ingenieros industriales para sustituirles. Ni los oficiales aceptan los ascensos prometidos por el gobierno para volver a sus puestos ni los sargentos ponerse al mando de las piezas. El rey Amadeo está en contra de firmar el decreto de disolución del cuerpo de artillería propuesto por el gobierno, pero finalmente se ve obligado y a continuación renuncia a la corona. (Ver "El conflicto de los radicales con el rey" en Reinado de Amadeo I de España).

## República
Ya disuelto el cuerpo de artillería, a Hidalgo se le confieren altos cargos pero dura poco en cada uno de estos. El 6 de marzo es nombrado gobernador militar de Tarragona hasta el 27, que se le nombra capitán general de Canarias, del que dimite el 4 de abril, pasando a situación de cuartel hasta 30 de junio que es vuelto a nombrar capitán general hasta que por decreto de 3 de septiembre pasa a situación de cuartel en Madrid. Al llegar a la presidencia Emilio Castelar (7 de septiembre), se reorganiza el cuerpo de artillería, que vuelve a su situación previa al conflicto.

## Golpe de Estado del general Pavía
El 3 de enero de 1874 se da fin a la república con el golpe de Estado del general Pavía, que fuera compañero de piso de Hidalgo en la emigración. En este nuevo gobierno es presidente el general Serrano, que nombra ministro de gobernación a Eugenio García Ruiz, conspirador con quien se había enemistado Hidalgo en 1867 por contradecirle en la descripción de las circunstancias del asesinato del coronel Puig,  hacia el que muestra Hidalgo especial inquina en su carta de justificación. A Hidalgo se le ordena el 15 de enero trasladarse a Santa Cruz de Tenerife y el 21 de junio se acepta su solicitud de trasladarse a la corte hasta fin de año.

## Reinado de Alfonso XII
Alfonso XII es proclamado rey en Sagunto el 29 de diciembre de 1874. El 5 de febrero de 1875 manda salir de España a Manuel Ruiz Zorrilla, que defendió a Hidalgo en el conflicto artillero de 1872 leyendo ante el congreso su carta de justificación y tomándola por cierta sin tener en cuenta la del cuerpo de artillería. Hidalgo comienza su peor época, que se prolonga hasta el fin del reinado de Alfonso XII. El 29 de mayo de 1875 se dispone que sea preso inmediatamente para ser trasladado a Cádiz y embarcado en el primer buque que del puerto salga para las islas Filipinas, aunque esta orden es modificada y el 30 de mayo ingresa en la prisión de Santa Catalina (Cádiz) hasta su traslado a Mahón, permaneciendo preso e incomunicado. El 7 de julio escribe una carta de protesta dirigida al capitán general del distrito emitiendo graves acusaciones.
El 5 de agosto de 1876 Alfonso XII firma la sentencia de Hidalgo de seis meses de destierro a Ibiza. El 17 de agosto en escrito particular del consejo de ministros se decide su destierro al extranjero y la reacción de Hidalgo es de protesta. El 24 de agosto el capitán general de Baleares comunica los "gravísimos cargos" que hace en su protesta, lo que motiva un nuevo sumario. Hidalgo se convierte en asunto de estado para Alfonso XII, como demuestra la correspondencia entre el consejo de ministros y el ministerio de la guerra sobre este asunto. El 1 de diciembre se condena a Hidalgo a un mes de arresto en el castillo de Ibiza, de donde sale en libertad el 27 de diciembre de 1876, aunque ha de proseguir su destierro en Ibiza. En marzo de 1877 se le permite pasar a la corte en situación de cuartel.  Por real orden de 3 de abril de 1877 se dispone que le reintegren los descuentos de sueldo sufridos entre 4 de diciembre de 1875 y 4 de marzo de 1876. Su estancia en la corte es breve porque el 22 de abril de 1877 se da real orden para que se traslade a Portugal, donde permanece hasta 11 de octubre, cuando se le autoriza a regresar, en situación de cuartel. Agotada la vía legal, Alfonso XII insta a Hidalgo a solicitar permisos para retirarse a destinos apartados. Estos destierros bajo forma de licencias constan en el expediente de Hidalgo pero no vienen descritos en su hoja de servicio.

## Regencia de María Cristina y comienzo del reinado de Alfonso XIII
Tras la muerte de Alfonso XII el 25 de noviembre de 1885, su viuda María Cristina es nombrada regente y cesa la dureza con que fue tratado Hidalgo mientras vivió Alfonso XII. El 11 de julio de 1886 se le concede a Hidalgo la Gran Cruz del mérito militar. El 12 de enero de 1887 es nombrado vocal del Consejo de Redenciones y Enganches Militares del que cesa por decreto de 22 de julio. El 16 de febrero se le nombra consejero del Supremo Consejo de Guerra y Marina. El 13 de enero de 1889 se le encarga del despacho de la Dirección General del Cuerpo Jurídico Militar hasta el 23 de enero que es promovido a teniente general. El 30 de enero es nombrado consejero del Consejo Supremo de Guerra y Marina y el 17 de abril se encarga de la Inspección General del Cuerpo Jurídico Militar. El 20 de enero de 1893 es nombrado director general de Carabineros, cargo que ocupa hasta el 16 de marzo de 1899, cuando se le autoriza a residir en Madrid en situación de cuartel. El 10 de abril es nombrado consejero del Consejo Supremo de Guerra y Marina, cargo que ostenta hasta su muerte. Ese mismo año es designado senador por la provincia de Badajoz, convirtiéndose en 1901 en senador vitalicio.
Falleció en Madrid el 4 de febrero de 1903.